# Liadytidae
Liadytidae  (лат.) — вымершее семейство насекомых отряда жесткокрылых, представленное двумя родами.

## Описание
Это водные жуки, окаменелости которых датируются юрским и нижнем меловым периодом Азии.

## Систематика
Возможно личинка из другого вымершего семейства (Parahygrobiidae) относится к этому семейству.
К Liadytidae Ponomarenko, 1977 относят 2 рода и 7 видов. Род †Angaragabus был описан по личинкам, род †Liadytes - по имаго. 
- †Angaragabus Ponomarenko, 1963[1]
  - †Angaragabus jurassicus Ponomarenko, 1963
- †Liadytes Ponomarenko, 1963[1]
  - †Liadytes avus Ponomarenko, 1963
  - †Liadytes aspidytoides Prokin et al., 2013[4]
  - †Liadytes crassus Ponomarenko, 1977
  - †Liadytes dajensis Ponomarenko, 1987
  - †Liadytes longus Ponomarenko, 1977
  - †Liadytes major Ponomarenko, 1985